# Divinolândia
Divinolândia es un municipio brasileño del estado de São Paulo. Se localiza a una latitud 21º39'41" sur y a una longitud 46º44'21" oeste, estando a una altitud de 1040 metros. Su población estimada en 2004 era de 12.121 habitantes.
La ciudad perteneció a São José do Río Pardo hasta conseguir su emancipación en el año de 1954. 

## Iglesia Católica
El municipio pertenece a la Diócesis de São João da Boa Vista.

## Demografía - censo de 2000
Población Total: 12.016
- Urbana: 6.875
- Rural: 5.141
- Hombres: 6.136
- Mujeres: 5.880

Densidad demográfica (hab./km²): 54,05
Mortalidad infantil hasta 1 año (por mil): 11,20
Expectativa de vida (años): 73,93
Tasa de fertilidad (hijos por mujer): 2,35
Tasa de Alfabetización: 90,08%
Índice de Desarrollo Humano (IDH-M): 0,788
- IDH-M Salario: 0,686
- IDH-M Longevidad: 0,815
- IDH-M Educación: 0,862

(Fuente: IPEADATA)